# Джилиола Чинкуети
Джилио̀ла Чинкуѐти (на италиански: Gigliola Cinquetti, [dʒiʎˈʎɔːla tʃiŋˈkwetti], род. 20 декември 1947 г., Верона, Италия) е италианска певица и телевизионна водеща, победителка в конкурса за песен „Евровизия 1964“.

## Биография
През 1963 г. става победителка на музикалния фестивал в Кастрокаро. След това, на 16-годишна възраст побеждава на фестивала за песни в Санремо. През 1964 г. представя Италия на конкурса за песни на Евровизия, където завоюва първо място с песента „Non ho l’étà“ (Per amarti) (на български: Малка съм, за да те обичам) и спечелва международно признание. През 1966 г. записва още един международен хит – „Dio, come ti amo“ (на български: Боже, колко те обичам). През същата година отново побеждава на Сан Ремо в дует с Доменико Модуньо.
През 1974 г. втори път участва в конкурса на Евровизия с композицията „Si“ и заема второ място, отстъпвайки само на квартета ABBA. Обаче изпълнението на тази песен в Италия е подложено на цензура, тъй като провеждането на конкурса съвпада с кампанията по организиране на референдум за разрешаване на разводите, и названието на песента „Si“ („Да“) можело да се възприеме като агитация. През 1975 г. песента „Alle porte del sole“, записана от Чинкуети две години по-рано, заема 17-о място в хит-парада на списание „Billboard“.
Джилиола е пяла на италиански, френски, испански, немски, японски и английски език.
През 1985 г. на фестивала за песен в Санремо Чинкуети заема 3-то място с песента „Chiamalo Amore“ (на български: Наречи го любов; 788 722 гласа), като отстъпва на Луис Мигел (2-ро място, 843 494 гласа) и Ricchi e Poveri (1-во място, 1 506 812 гласа).
През 1991 г. заедно с Тото Кутуньо е водеща на конкурса за песен на Евровизия, проведен в Рим. След това става професионален журналист и телевизионна водеща. Днес води собствена програма по телевизионния канал RAI.

## Филмография
- 1964 – Canzoni bulli e pupe
- 1965 – Questi pazzi pazzi italiani
- 1966 – Testa di rapa
- 1966 – Dio come ti amo!
- 1968 – Professor Matusa e i suoi Hippies